# Luxiaria consimilaria
Luxiaria consimilaria är en fjärilsart som beskrevs av John Henry Leech 1897. Luxiaria consimilaria ingår i släktet Luxiaria och familjen mätare. Inga underarter finns listade i Catalogue of Life.